# Gość Niedzielny
Gość Niedzielnyⓘ – ogólnopolski tygodnik opinii, konserwatywno-katolicki, wydawany od 9 września 1923 roku w Katowicach.

## Historia[5]

### 1923–1939
Pismo powstało jako tygodnik Administracji Apostolskiej Śląska. Jego pierwszy numer ukazał się z datą 9 września 1923, z artykułem wstępnym Augusta Hlonda. Organizatorem pisma był ks. Teodor Kubina, który początkowo pisał większość tekstów. W 1924 nowym redaktorem naczelnym został ks. Józef Gawlina, który zdołał zwiększyć nakład z 13 do 38 tys. egzemplarzy. Od 1925 tygodnik związany był z nowo powstałą diecezją katowicką. W 1926 kolejnym redaktorem naczelnym mianowano ks. Alojzego Siemienika, który kierował pismem do września 1939. W grudniu 1926 z „Gościa Niedzielnego” wydzielono „Małego Gościa Niedzielnego” przeznaczonego dla dzieci. Przeciętny nakład pisma wynosił w czasach ks. Siemienika od 30 do 40 tys. egzemplarzy. We wrześniu 1939 kuria biskupia w Katowicach próbowała kontynuować wydawanie pisma z podtytułem „Sonntagstat” i pod kierownictwem ks. Pawła Kowalskiego, a następnie ks. Wilhelma Salberta, ale zostało ono ostatecznie zawieszone 22 października 1939.

### 1945–1974
Pierwszy numer powojenny ukazał się z datą 11 lutego 1945. Początkowo redagowany przez kolegium, od 22 lipca 1945 jego redaktorem naczelnym był ks. Klemens Kosyrczyk. Pismo kolportowano również na Dolnym Śląsku i Śląsku Opolskim. W skład redakcji wchodzili m.in. Irena Świda, Stanisław Czech, Kazimierz Gołba, ks. Ludwik Kosyrczyk, ks. Józef Gawor i ks. Jerzy Stroba. Na początku lat 50. jego nakład wynosił ok. 100 tys. egzemplarzy. W sierpniu 1950 kolejnym redaktorem naczelnym został ks. Józef Gawor. Po wygnaniu z diecezji biskupa Stanisława Adamskiego w listopadzie 1952 władze komunistyczne nakazały zawieszenie wydawania pisma. Od stycznia 1953 wydawanie wznowił narzucony przez władze wikariusz generalny ks. Filip Bednorz. Pismo było bojkotowane przez znaczną część księży i diecezjan. Kierowało nim kilku księży, najdłużej ks. Franciszek Wilczek. W 1954 kuria biskupia przekazała wydawanie pisma Stowarzyszeniu „PAX”. Wśród dziennikarzy „Pax” pracujących w „Gościu” byli m.in. Rudolf Buchała, Tadeusz Jańczak, Jerzy Skwara, Jerzy Nowakowski. W listopadzie 1956 pismo zwrócono katowickiej kurii biskupiej, a na czele redakcji stanęło kolegium w składzie ks. Józef Gawor (redaktor naczelny), ks. Klemens Kosyrczyk, Irena Świda i ks. Franciszek Blachnicki. Ten ostatni od października 1957 zaczął wydawać dodatek do „Gościa” pod nazwą „Niepokalana zwycięża” poświęcony ruchowi abstynenckiemu, ale z redakcją związany był tylko do 1959. Wśród członków kolegium redakcyjnego byli także przez pewien czas ks. Stanisław Szymecki oraz ks. Czesław Domin. W praktyce pismo redagował samodzielnie (a także pisał większość tekstów) ks. Franciszek Gawor, któremu od 1966 do 1973 pomagał ks. Andrzej Sapiński. Przeciętny nakład pisma wynosił w latach 60. ok. 120 tys., a w latach 70. – ok. 80 tys. egzemplarzy, przy czym był on limitowany przez władze państwowe. Było skierowane przede wszystkim do mniej wykształconych czytelników, silnie obecne były w nim teksty o walorach wychowawczych.

### 1974–1989
W 1974 nowym redaktorem naczelnym został ks. Stanisław Tkocz, który przekształcił tygodnik w pismo dla bardziej wymagających, wykształconych czytelników. Wprowadził na jego łamy publicystykę społeczną i popularne artykuły teologiczne. W nowym zespole redakcyjnym znaleźli się Lidia Kałkusińska i Czesław Ryszka, Edward Guziakiewicz, ks. Henryk Piecha, Sabina Lewandowska, wśród autorów ks. Czesław Bartnik, Jan Maria Jackowski, Jan Łopuszański, Maria Braun-Gałkowska, Władysław Fijałkowski, Henryk Wuttke, ks. Józef Majka. W marcu 1981 nakład zwiększono do 200 tys. egzemplarzy. „Gość” stał się pismem ogólnopolskim i ukazywał się do 6 grudnia 1981 roku. W stanie wojennym pismo zostało zawieszone. Wydawanie wznowiono 21 marca 1982, ale w zespole redakcyjnym zabrakło Czesława Ryszki. Qśród dziennikarzy byli m.in. Zdzisław Zwoźniak, Andrzej Grajewski, Renata Zwoźniak, Bogdan Widera, Franciszek Szpor. W tygodniku ukształtowało się pięć działów: formacyjno-teologiczny, społeczny, kulturalny i informacyjny. Do 1984 utrzymano nakład z 1981, następnie zmniejszono go do 180 tys.

### Po 1989
W latach 90. tygodnik stworzył pierwszy nowoczesny dział reklamy w piśmie katolickim. W kolportażu w dalszym ciągu wykorzystywano dystrybucję parafialną. Nowym sekretarzem redakcji został Bogdan Widera, dział religijny stworzył ks. Jerzy Szymik, a od 1992 prowadził go ks. Artur Stopka, działem kulturalnym kierował Andrzej Babuchowski, działem „W naszym domu” – Ewa Babuchowska. Od 1998 zastępcą redaktora naczelnego był Andrzej Grajewski. Od grudnia 2001 ukazuje się w nowym mniejszym formacie, o objętości 56 stron. Po śmierci ks. Tkocza redaktorem naczelnym został w listopadzie 2003 ks. Marek Gancarczyk. Od 2007 pismo współpracuje z kanałem telewizyjnym Religia.tv. Abp Wiktor Skworc 24 stycznia 2018 odwołał ks. Marka Gancarczyka z pełnionej funkcji powołując na jego następcę ks. Adama Pawlaszczyka.
W 2018 ks. Marek Gancarczyk otrzymał Laur Stowarzyszenia Dziennikarzy Polskich za rok 2017 za uczynienie z „Gościa Niedzielnego” najpoczytniejszego tygodnika w Polsce.

## Tematyka
Pismo początkowo związane było z Górnym Śląskiem, obecnie ma charakter ogólnopolski. Dodatkowo w każdym numerze ukazują się lokalne dodatki diecezjalne. „Gość Niedzielny” jest tygodnikiem opinii (według danych ZKDP pierwszym w Polsce, przed „Polityką”, „Newsweekiem” i „Wprost”) nie kryjącym się z przywiązaniem do chrześcijaństwa. Tygodnik porusza tematy religijne oraz problematykę etyczną, społeczną, polityczną, ekonomiczną, historyczną i medyczną. W „Gościu Niedzielnym” znajdują się też cykle reportaży (m.in. Europa na kolanach, W drogę ze św. Pawłem) i katechez (m.in. Filary wiary, Modlitwa jak chleb). Tygodnik jest forum dyskusji o Kościele w Polsce i na świecie, polityce, problemach społecznych oraz ekonomii.

## Autorzy
Ważną częścią każdego wydania Gościa są felietony. Wśród felietonistów stale współpracujących z „Gościem” są: Marek Jurek, Barbara Fedyszak-Radziejowska, Wojciech Wencel, Wojciech Roszkowski (w rubryce „Asy z rękawa”), Franciszek Kucharczak („Tabliczka sumienia”), ks. Tomasz Horak, Maciej Sablik („do tablicy”). Szefem działów naukowego i gospodarczego jest Tomasz Rożek, kulturalnego – Szymon Babuchowski.

## Dystrybucja
„Gość Niedzielny” jest dostępny w kioskach, w sieci „Empik” oraz w kościołach. Wydanie zasadniczo sprzedawane jest przy okazji niedzielnych mszy świętych, ale do sklepików parafialnych, zakrystii i kiosków numer przeznaczony na niedzielę trafia już w czwartek. Druk prowadzi drukarnia RR Donnelley w Krakowie. Od maja 2011 „Gość Niedzielny” i „Mały Gość Niedzielny” są dostępne również w formie elektronicznej dystrybuowanej przez eGazety.

## Nakład i sprzedaż
Nakład „Gościa Niedzielnego” w październiku 2010 wynosił 200 494 egzemplarze (był wówczas największy wśród tygodników opiniotwórczych w Polsce), a średnia sprzedaż każdego numeru wynosiła 143 359 (październik 2010).
Średni nakład jednorazowy (niebieski), całkowite rozpowszechnianie płatne (zielony)

## Kontrowersje
W 2007 „Gość Niedzielny” w artykule wstępnym opublikował komentarz redaktora naczelnego komentujący wyrok w sprawie Alicji Tysiąc, w którym wyrok przyrównano do poczynań hitlerowskich zbrodniarzy i stwierdzono, iż „Tysiąc otrzyma 25 tys. euro odszkodowania plus koszty postępowania za to, że nie mogła zabić swojego dziecka”. W 2010 sąd nakazał tygodnikowi przeproszenie kobiety i wypłacenie jej trzydziestu tysięcy złotych tytułem zadośćuczynienia za naruszenie w tym tekście jej dóbr osobistych oraz stosowanie obraźliwych sformułowań. Ostatecznie doszło między Alicją Tysiąc a gazetą do ugody (wyłącznie wypłata zadośćuczynienia, rezygnacja przez powódkę z przeprosin na łamach tygodnika oraz wycofanie skargi kasacyjnej przez pozwanych). Redakcja wielokrotnie informowała o kolejnych pozwach Tysiąc, wspierając strony przeciwne (między innymi Tomasza Terlikowskiego).

## Wyróżnienia
W 2021 roku redakcję „Gość Niedzielny” odznaczono Gwiazdą Górnośląską (2021) nawiązującą do historycznego odznaczenia z czasów II Rzeczypospolitej za propagowanie wartości kulturowych regionu i przywracanie prawdy historycznej związanej z Powstaniami Śląskimi.